# 韓裔尼泊爾人
朝鮮人，是尼泊爾的少數群體，他們多是天主教修女、義工和商人。根據大韓民國外交部，在2013年有645個南韓人在尼泊爾。同時也有少數北韓人在尼汨爾從事商業活動。

## 概觀
南韓天主教修女在尼泊爾主要分駐加德滿都和博卡拉，從事教育和醫療服務，並提供流動診所，她們多通尼泊爾語。
從屬於大韓民國外交部的韓國國際協力團則派遣志願教師推廣韓語和韓國文化。
加德滿都也有一些韓國餐室，在當地甚受歡迎，也是當地韓裔群體聚會之處。

## 文化
在加德滿都街體也可看到韓國文化的影嚮，很多尼泊爾年輕人祟拜南韓明星、韓國電影、時裝。在2010年南韓大使曾在加德滿都舉辨韓國電影節，很多加德滿都、博卡拉和特兰的年輕人也接受韓國潮流的影嚮。